# Сабади Луангпрабанг
«Сабади Луангпрабанг» (тайск. สะบายดี หลวงพะบาง, лаос. ສະບາຍດີ ຫລວງພະບາງ) — фильм 2008 года, который сняли тайский режиссёр Сакчай Динан и лаосский режиссёр Анусон Силисакда. Англоязычное прокатное название фильма - (англ. Good Morning Luang Prabang, «Доброе Утро Луангпрабанг»).  
«Сабади Луангпрабанг» — первый полнометражный фильм снятый в Лаосе после долгого 20-летнего перерыва и первый коммерческий фильм снятый в Лаосе после прихода там к власти коммунистов.

## Сюжет
«Сабади!» - так лаосцы приветствуют друзей. Луангпрабанг — город на реке Меконг, древняя столица Лаоса.
Фильм повествует об истории любви тайского фотографа Сона, приехавшего в Лаос по работе, и его лаосской девушки-гида Ной.
Вся эта романтическая история разворачивается на фоне туристических достопримечательностей и прекрасных природных пейзажей Лаоса.

## В ролях
| Актёр            | Роль |
| ---------------- | ---- |
| Ананда Эверингем | Сон  |
| Камли Пилавонг   | Ной  |

## Дополнительные факты
- Премьера фильма состоялась 24 мая 2008 года в Государственном культурном центре г. Вьентьяна - столицы Лаоса[1].